# 四氧化三铁
四氧化三铁(氧化铁(II,III), iron(II,III) oxide)是铁的氧化物，化学式为Fe3O4。

## 制备
- 自然界中存在于磁铁矿中，含有各种杂质。

- 在氧气中燃烧铁粉：

{\displaystyle {\ce {3Fe + 2O2 ->[{150 - 600 °C}] Fe3O4}}}
- 铁与水蒸汽高温反应：

{\displaystyle {\ce {3Fe + 4H2O ->[{800 °C}] Fe3O4 + 4H2 (^)}}}
- 铁与二氧化氮加热反应：

{\displaystyle {\ce {3Fe + 2NO_2 ->[\Delta] Fe3O4 + N2 (^)}}}
- 氧化铁与氢气反应：

{\displaystyle {\ce {3Fe2O3 + H_2 ->[{400 °C}] 2Fe3O4 + H2O}}}

## 物理性质
黑色立方晶体，空间群F d3m，其中a = 0.844 nm，Z = 8。
627 °C时，α-型四氧化三铁转化为β-型四氧化三铁。居里温度 858 K。具有高导电性。硬度5.6-6.5。
水合物化学式为Fe3O4·2H2O。
四氧化三铁中含有Fe2+和Fe3+，X射线衍射实验表明，四氧化三铁具有反式尖晶石结构，其真实结构为[Fe2+]t [Fe2+Fe3+]oO4,因此晶体中并不存在偏铁酸根离子FeO2-。

## 化学性质
- 加热分解：

{\displaystyle 2F{{e}_{3}}{{O}_{4}}{\overset {1538{\text{°C}}}{=\!=\!=\!=\!=}}\ 6FeO+{{O}_{2}}\uparrow }
- 与稀盐酸反应：

{\displaystyle F{{e}_{3}}{{O}_{4}}+8HCl{=\!=\!=}\ FeC{{l}_{2}}+2FeC{{l}_{3}}+4{{H}_{2}}O}
- 与浓氧化性酸反应：

{\displaystyle F{{e}_{3}}{{O}_{4}}+10HN{{O}_{3}}{=\!=\!=}\ 3Fe{{(N{{O}_{3}})}_{3}}+N{{O}_{2}}\uparrow +5{{H}_{2}}O}
- 与熔融碱反应：

{\displaystyle F{{e}_{3}}{{O}_{4}}+14NaOH{\overset {400{\text{-}}500{\text{°C}}}{=\!=\!=\!=\!=\!=\!=}}\ :N{{a}_{4}}Fe{{O}_{3}}+2N{{a}_{5}}Fe{{O}_{4}}+7{{H}_{2}}O}
- 空气中加热，被氧气氧化：

{\displaystyle 4F{{e}_{3}}{{O}_{4}}+{{O}_{2}}{\overset {450{\text{-}}600{\text{°C}}}{=\!=\!=\!=\!=\!=\!=}}\ 6F{{e}_{2}}{{O}_{3}}}
- 被氢、一氧化碳和铝还原：

{\displaystyle {\begin{aligned}&F{{e}_{3}}{{O}_{4}}+4{{H}_{2}}{\overset {1000{\text{°C}}}{=\!=\!=\!=}}\ 3Fe+4{{H}_{2}}O\\&F{{e}_{3}}{{O}_{4}}+4CO{\overset {700{\text{°C}}}{=\!=\!=\!=}}\ 3Fe+4C{{O}_{2}}\\&3F{{e}_{3}}{{O}_{4}}+8Al{\overset {\Delta }{=\!=\!=}}\ 9Fe+4A{{l}_{2}}{{O}_{3}}\\\end{aligned}}}

- 与铁归中：

{\displaystyle F{{e}_{3}}{{O}_{4}}+Fe{\overset {900{\text{-}}1000{\text{°C}}}{=\!=\!=\!=\!=\!=\!=}}\ 4FeO}

## 应用
制作特殊电极。